# Classe Condottieri
La classe Condottieri était une classe de croiseur léger en service dans la Regia Marina. Cinq sous-classes étaient regroupés, chacune portant des noms de grands militaires de l'histoire italienne.

## Navires de la classe
La première, la classe Alberto di Giussano était composée de quatre navires mis sur cale en 1928. Ils sont suivis par les deux navires de classe Luigi Cardona mis sur cale en 1930, très semblables aux précédents, un peu plus lourds, mais sans réelles différences. Les deux navires de classe Montecuccoli sont nettement plus gros (presque 2000 tonnes de plus) mais aussi plus rapides car la puissance propulsive est nettement augmentée (106 000 ch contre 96 000 ch), ils sont mis sur cale en 1931 et 1933. Les deux navires de classe Duca d'Aosta mis sur cale en 1932 et 1933 sont encore plus gros, mais la vitesse reste la même grâce à un nouvel accroissement de la puissance propulsive. Enfin, les deux derniers sont assez différents pour parfois être considérés comme formant une classe à part. Baptisés Duca Degli Abruzzi et Giuseppe Garibaldi, ces navires de plus de 10 000 tonnes, sacrifièrent la vitesse au profit de la protection et de l'armement qui passe de 8 à 10 canons de 152 mm.
Classe Alberto da Giussano:
- Alberto da Giussano
- Alberico da Barbiano
- Bartolomeo Colleoni
- Giovanni delle Bande Nere

Classe Luigi Cadorna:
- Luigi Cadorna
- Armando Diaz

Classe Raimondo Montecuccoli:
- Raimondo Montecuccoli
- Muzio Attendolo

Classe Duca d'Aosta:
- Emanuele Filiberto Duca d'Aosta
- Eugenio di Savoia

Classe Duca degli Abruzzi:
- Duca degli Abruzzi
- Giuseppe Garibaldi

## Service
Tous les navires ont servi en Méditerranée pendant la Seconde Guerre mondiale.
Les navires des deux premières sous-classes (à l'exception du Luigi Cadorna) ont tous été coulés en 1941 ou 1942 (le Bartolomeo Colleoni par des destroyers à la bataille du cap Spada après avoir été endommagé par le HMAS Sydney, les Alberico da Barbiano et Alberto da Giussano par des destroyers à la bataille du cap Bon et l'Armando Diaz par un sous-marin). Les navires suivants, ayant subi des améliorations, ont tous survécu à la guerre (excepté le Muzio Attendolo, coulé par un bombardement allié en décembre 1942).
Après la guerre, les Eugenio di Savoia et Emanuele Filiberto Duca d'Aosta ont été attribués à la Marine grecque et à la Marine soviétique comme réparation de guerre; le Luigi Cadorna a été démoli, le Raimondo Montecuccoli est devenu un navire de formation et la sous-classe Duca degli Abruzzi a servi dans Marina Militare jusque dans les années 1970, le Giuseppe Garibaldi devenant en 1961 le premier croiseur européen à être équipé de missiles guidés.